# Volley Club 1999 Busnago
Maillots
Le Volley Club 1999  est un club italien de volley-ball féminin fondé en 1999 et basé à Busnago, dans la province de Monza et de la Brianza, en Lombardie. Il évolue pour la saison 2017-2018 en Serie C.

## Effectifs

### Saison 2011-2012
Entraîneur : Davide Delmati  Italie
| No  | Nom                      | Date de Naissance | Taille | Poids | Nationalité | Poste                     |
| --- | ------------------------ | ----------------- | ------ | ----- | ----------- | ------------------------- |
| 1.  | Benedetta Bruno          | 18 septembre 1984 | 192    |       | Italie      | Centrale                  |
| 2.  | Milena Stacchiotti       | 5 janvier 1985    | 185    | 68    | Italie      | Centrale                  |
| 3.  | Letizia Comi             | 21 janvier 1994   | 162    |       | Italie      | Libero                    |
| 5.  | Mi Na Kim                | 4 février 1984    | 176    |       | Italie      | Passeuse                  |
| 7.  | Gilda Lombardo           | 2 juillet 1989    | 183    | 61    | Italie      | Réceptionneuse-attaquante |
| 8.  | Giulia Rubini            | 3 juillet 1990    | 181    |       | Italie      | Réceptionneuse-attaquante |
| 10. | Marika Bonetti           | 29 février 1984   | 178    |       | Italie      | Réceptionneuse-attaquante |
| 11. | Giulia Bellè             | 1er octobre 1991  | 185    |       | Italie      | Centrale                  |
| 12. | Valeria Alberti          | 9 mai 1984        | 176    |       | Italie      | Libero                    |
| 14. | Noemi Basso              | 17 janvier 1994   | 190    |       | Italie      | Réceptionneuse-attaquante |
| 17. | Silvia Bruzzone          | 13 janvier 1992   | 175    |       | Italie      | Passeuse                  |
| 18. | Soraia Neudil Dos Santos | 13 janvier 1984   | 191    | 72    | Brésil      | Réceptionneuse-attaquante |